# Елнора (Индијана)
Елнора (енгл. Elnora) град је у америчкој савезној држави Индијана.

## Демографија
По попису из 2010. године број становника је 640, што је 81 (-11,2%) становника мање него 2000. године.
| Група             | 2000.       | 2010.       |
| Белци             | 710 (98,5%) | 611 (95,5%) |
| Афроамериканци    | 0 (0,0%)    | 3 (0,5%)    |
| Азијати           | 0 (0,0%)    | 4 (0,6%)    |
| Хиспаноамериканци | 7 (1,0%)    | 11 (1,7%)   |
| Укупно            | 721         | 640         |